# Cesón Fabio Vibulano
Cesón Fabio Vibulano (en latín: Kaeso Fabius Vibulanus; f. 477 a. C.) fue un general y político romano de la familia patricia de la gens Fabia, cónsul en tres ocasiones (484, 481 y 479 a. C.).

## Orígenes
Cesón Fabio pertenecía a una de las familias más nobles e influyentes de Roma, cuyos representantes ocupaban regularmente los más altos cargos a principios del siglo V a. C. Las fuentes tardías remontan el linaje de la gens Fabia al hijo de Hércules y a la itálica Ninfa, argumentando también que la familia se llamaba originalmente Fodii (del latín fodere - cavar), ya que sus miembros utilizaban pozos para atrapar animales salvajes. El anticuario T. Wiseman calificó esta explicación de «suficientemente inusual como para ser cierta».
El padre de Cesón llevaba el mismo praenomen, y además tuvo dos hijos más, Quinto y Marco Fabio Vibulano.

## Biografía
La primera mención de Cesón Fabio en las fuentes se remonta al 485 a. C., cuando ocupaba el cargo de cuestor. Tito Livio y Dionisio de Halicarnaso cuentan que Cesón, junto con su colega Lucio Valerio Potito, llevaron a juicio por cargos de lucha por el poder monárquico a Espurio Casio, quien era popular entre la plebe y propuso una nueva ley agraria. Este último fue condenado y ejecutado, y en agradecimiento por ello los senadores consiguieron la elección de Vibulano como cónsul para el 484 a. C., junto con Lucio Emilio Mamerco. Esto provocó un malestar popular, interrumpido, según Tito Livio, sólo por otra incursión de los volscos y los ecuos. Los investigadores sugieren que todo el relato es una ficción de los analistas, quienes intentaron añadir detalles vívidos a la historia de Espurio Casio. En particular, es posible que hayan tomado los nombres de los cuestores de los fastos consulares de los dos años siguientes. Tanto Tito Livio como Dionisio de Halicarnaso no mencionan el asedio de Tusculum reportado por Diodoro Sículo, lo que hace que sus reportes pierdan valor para los historiadores.
En el 481 a. C., Cesón Fabio se convirtió en cónsul por segunda vez junto a Espurio Furio Fuso. Dirigió un ejército en la primera guerra de Veyes contra los veyentanos, pero no actuó con demasiado éxito. Su caballería hizo huir al enemigo, y su infantería, procedente de la plebe y que odiaba a Vibulano por su papel en el asunto de Espurio Casio, se negó a perseguir al enemigo y obligó al cónsul a regresar a Roma.
Al año siguiente, Vibulano participó con sus hermanos en la batalla de Veyes. En el año 479 a. C. se le concedió el cargo de cónsul por tercera vez, y esta vez su colega fue Tito Verginio Tricosto Rútilo. Como el descontento de los plebeyos no disminuía, Cesón Fabio sugirió que el Senado no esperara a que el próximo tribuno de la plebe propusiera una nueva ley agraria, sino que ellos mismos concedieran tierras a los pobres en los territorios que habían sido arrebatados a sus vecinos. Esta propuesta fue rechazada por las sospechas de que Cesón buscaba el favor de la plebe para su beneficio personal. Cuando las tierras de los aliados latinos fueron atacadas de nuevo por los ecuos, Cesón Fabio se opuso a ellos, sin embargo estos no aceptaron la batalla y se refugiaron tras las murallas de sus ciudades. A su regreso, Fabio rescató al ejército de su colega Verginio, quien había sido rodeado en las tierras de los veyentanos. A continuación, acudió en ayuda de un destacamento fabiano que había iniciado la guerra privada contra los veyentanos, saqueó el territorio enemigo y participó en la construcción de una fortificación en el Crémera. En el 478 a. C., Vibulano obtuvo el nombramiento de legado en el ejército del cónsul Emilio Mamerco y participó en la batalla contra los etruscos que asediaban Crémera.
En el año 477 a. C., según la tradición antigua, Cesón, junto con su hermano Marco, comandó un ejército de fabianos y murió en la batalla del Crémera; esto dejó con vida sólo a un niño, sobrino de Cesón, de todos los numerosos miembros de la familia. El grado de credibilidad del relato de estos hechos es objeto de debate entre los especialistas.